# Bill Jersey
Bill Jersey (* im 20. Jahrhundert) ist ein US-amerikanischer Filmproduzent und Filmregisseur mit dem Schwerpunkt auf Dokumentationen.

## Leben
Jersey machte seinen Bachelor-Abschluss am Wheaton College, gefolgt vom Master im Dach Cinema an der University of Southern California. Seine Karriere im Filmgeschäft begann er als Artdirector Mitte der 1950er Jahre. Als solcher war er auch an Blob – Schrecken ohne Namen aus dem Jahr 1958 beteiligt.
Seit den frühen 1960er Jahren trat er als Regisseur und Produzent für Film und Fernsehen in Erscheinung. Seine 1966 unter dem Namen Willam C. Jersey veröffentlichte Dokumentation A Time for Burning brachte ihm bei der Oscarverleihung 1968 eine Nominierung in der Kategorie Bester Dokumentarfilm ein. 2005 wurde der Film in das National Film Registry aufgenommen. Ferner wurde die Produktion mit dem The Hillman Prize ausgezeichnet.
Bei der Oscarverleihung 1990 wurde Jersey ein zweites Mal für den Oscar nominiert, dieses Mal gemeinsam mit Judith Leonard für die Dokumentation Super Chief: The Life and Legacy of Earl Warren. Im Fokus steht hierbei der Jurist und Politiker Earl Warren.
Die Dokumentarserie The Rise and Fall of Jim Crow, veröffentlicht 2002, brachte ihm den Christopher Award ein, ferner gewann er den IDA Award der International Documentary Association und erhielt 2003 zwei Nominierungen bei den News & Documentary Emmy Awards.
Sein Schaffen als Produzent umfasst mehr als zwei Dutzend Produktionen. Als Regisseur verantwortete er mehr als 12 Filme und Fernsehserien. Seine Arbeiten entstanden für verschiedene Sender und Netzwerke wie dem Public Broadcasting Service. Er wurde mit dem Peabody Award ausgezeichnet. 2008 verließ er Berkeley, Kalifornien, um als Maler zu arbeiten. Danach trat er nur sporadisch im Filmgeschäft in Erscheinung.
Jersey lebt im Hunterdon County, New Jersey, wo er sich der Malerei widmet.

## Filmografie (Auswahl)
- 1966: A Time for Burning
- 1989: Super Chief: The Life and Legacy of Earl Warren
- 1999: Learning to Fly
- 2002: The Rise and Fall of Jim Crow (Fernsehserie)
- 2011: Eames: The Architect & The Painter